# 1171
Évszázadok: 11. század – 12. század – 13. század
Évtizedek: 1120-as évek – 1130-as évek – 1140-es évek – 1150-es évek – 1160-as évek – 1170-es évek – 1180-as évek – 1190-es évek – 1200-as évek – 1210-es évek – 1220-as évek
Évek: 1166 – 1167 – 1168 – 1169 –  1170 – 1171 – 1172 – 1173 – 1174 – 1175 – 1176

## Események
- május 26. –
- az év folyamán – Az első vérvád Franciaországban.[1]
  - II. Henrik angol király összehangolt támadást indít Írországban, mellyel négy évszázadra megalapozza az erőteljes angol befolyást.[2]
  - II. Alfonz aragóniai király elfoglalja Caspe és Teruel várait a móroktól.
  - Benedek kerül a veszprémi püspöki székbe.[3]

## Születések
- augusztus 15. – IX. Alfonz leóni király († 1230)

## Halálozások
- február 20. – IV. Conan breton herceg (* 1138)